# UTC−11
UTC−11 er en tidszone som er 11 timer efter standardtiden UTC.
UTC−11 bruges hele året af:
- Niue (hører under New Zealand)
- Områder som hører under USA:
  - Amerikansk Samoa
  - Midwayøerne
  - Jarvis Island, Palmyra Atol, Kingman Reef (ubeboede)